# Atman (hindoeïsme)
Atman (Sanskriet, n., आत्मन्, ātman, ook jivatman) is zelf, ziel, geest, diepere essentie van ik, bewustzijn. Het is in een van de betekenissen synoniem met Brahman. Het is etymologisch verwant aan het Nederlandse adem en het Duitse Atem, beide Indo-Europese talen. Het is een begrip uit het hindoeïsme en het Mahayana-boeddhisme. Het heeft een universeel karakter. Het is dus niet het ik (ahamkára) van slechts een bepaald persoon, maar het universele zelf dat aanleiding geeft tot het ik-gevoel van iedereen.
Een grote ziel is een mahatma.

## Etymologie
De etymologie van het woord atman wordt geplaatst bij het Proto-Indo-Europese stamwoord *h₁eh₁tmṓ met als betekenis bries, adem, ziel, zelf. Naast het Nederlandse adem, het Duitse Atem en Oudsaksische athom, zijn ook het Oudengelse æðm en eþian verwant.

## Ontwikkeling
In de lange geschiedenis is atman in de Indische filosofie geen statisch begrip geweest, maar heeft het zich ontwikkeld in verschillende richtingen. Het wordt voor het eerst genoemd in de Brahmana's en Aranyaka's van de Rigveda. Het kreeg met Brahman een centrale rol in de latere Upanishads. Het begrip Brahman had zich ontwikkeld tot het onpersoonlijke Absolute waaruit alles ontstaat, niet gebonden aan tijd (kala), ruimte (desa) en causaliteit (nimitta), dit in tegenstelling tot de goden. Atman had zich ondertussen ontwikkeld tot het diepste zelf. Waar deze ontwikkeling al eerder was begonnen, werd in de Upanishads de conclusie getrokken dat beiden een waren. Elke persoon heeft wel een eigen vorm, maar heeft dezelfde essentie. De echte overkoepelende werkelijkheid is Brahman die zich in personen als Atman manifesteert. Dit overkoepelende komt ook naar voren in de Maha Upanishad. Onder meer wordt hierin verkondigd Vasudhaiva Kutumbakam, de wereld is één familie:
Alleen kleingeestigen zeggen 'de ene is een familielid, de andere vreemdeling' 
Voor hen die grootmoedig leven, is de hele wereld een familie. Maha Upanishad, VI-71-72
De centrale rol blijkt uit de Mundaka Upanishad, waarin de vier Veda's neer worden gezet als apara, de lagere vorm van de twee wijsheden tegenover para, de hogere wijsheid. De Upanishads verwierpen de Veda's niet zoals de niet-orthodoxe scholen zouden doen, maar plaatsen deze wel op een duidelijk lager plan dan de wijsheid van het weten van Atman en Brahman.

### Niet-orthodoxe scholen
Gedurende de klassieke periode groeide de weerstand tegen de brahmaanse godsdienst die met de Upanishads al eerder tot uiting was gekomen. Waar de brahmanen deze op hadden weten te nemen in de orthodoxe godsdienst, slaagde dit minder met de  materialistische bewegingen. Dit werden de nee-zeggers, of nastika's, waarbij voor het eerst duidelijk historische filosofen naar voren komen, veelal kshatriya's in plaats van brahmanen.
Bij de materialistische scholen werd het begrip atman verworpen door Charvaka en het boeddhisme. Charvaka verwierp de Veda's, de bijbehorende rituelen en het bovennatuurlijke, alsook de ziel. Alles kwam voort uit de vier materiële elementen, ook de geestelijke processen. Volgens het boeddhisme was de wereld opgebouwd uit een oneindig aantal basiselementen, de levenloze dharma's. Deze dharma's ontstaan en vergaan continu en daarmee ook alle voorwerpen, dieren en ook mensen. Daarmee verandert ook de 'ik' continu en is er geen sprake van een zelf of atman, maar van een niet-zelf of anatman. Binnen het jaïnisme werd het begrip wel erkend, maar kreeg atman een eigen betekenis.

### Orthodoxe scholen
Dit alles had een brahmanistische tegenreactie tot gevolg waarbij de kritiek van de nastika's gepareerd werd door de astika's. Ook onderling was er de nodige kritiek en daarmee was dit een rijke filosofische periode waarin de negen belangrijkste darsana's gevormd werden, waarvan er zes orthodox zijn.

#### Samkhya
De samkhya-school van Kapila heeft een dualistisch karakter en onderscheidt het stoffelijke actieve prakrti en het geestelijke passieve purusa. Daarmee staat het tegenover het monisme van de Upanishads en de vedanta-school. Waar bij de laatste twee de werkelijkheid een illusie is, de maya, werd deze bij samkhya werkelijkheid, de prakrti. Atman werd purusa en gold niet meer als overkoepelend zelf, maar als een verzameling individuen. Daarmee verdween ook de noodzaak tot een godsbegrip.

#### Vedanta
Waar mimamsa terugkeerde naar de vroege Veda's, gaat vedanta terug naar de Upanishads, wat ook de naam verklaard, die staat voor het einde van de Veda's. Binnen vedanta zijn weer verschillende stromingen, waaronder advaita. De belangrijkste filosoof van deze stroming is Shankara. A-dvaita (niet-tweeheid) wijst daarbij op non-dualisme, het een-zijn van Brahman en Atman. Daarmee is vedanta een monistische filosofie.
Shankara stelde daarbij de kentheoretische vraag in hoeverre deze werkelijkheid te kennen is. De Indiase kentheorie, de pramana, geeft daarbij zes mogelijkheden. Volgens Shankara kan Brahman niet door waarneming (pratyaksa) of gevolgtrekking (anumana) doorgrond worden, al lijkt dat wel zo door de maya, de uiterlijke schijn. Die pramana's zijn slechts nuttig voor empirische kennis. Ware kennis (vidya) kan echter wel bereikt worden door de openbaring van de Veda's en dan vooral de Upanishads.
De Upanishads en vooral de oudere Veda's verkondigen echter niet slechts monistische standpunten, maar ook pluralistische. Zo worden er wezens beschreven die verschillen van Brahman. Om dit conflict op te lossen, maakte Shankara gebruik van een tweevoudige waarheid vergelijkbaar met die van de boeddhistische Nagarjuna. Bij Shankara zijn dit paramartha, de absolute waarheid, en vyavahara, de praktische waarheid. Daarnaast is er nog pratibhasika, de schijnbare waarheid.
Volgens de filosofie van advaita is atman in zijn wezenskern identiek met het kosmische Zelf, het Brahman (wereldziel). Dit louter bewustzijn is daarom het ware Zelf van de mensen, dat bij alle waarnemingen, gedachten en gevoelens onveranderd blijft als onbewogen beweger.
Het begrip berust op de idee dat het fenomeen 'ik ben hier' voor iedereen altijd en overal waar is. Het is het waarnemend bewustzijn zelf dat – paradoxaal genoeg – zo overduidelijk op elk moment voor iedereen aanwezig is dat het bijna iedereen ontgaat. Het eeuwigheidsgevoel is ermee verbonden. Het is te vergelijken met het water waarin de vis zwemt die zich afvraagt wat het water is. Het is de pure essentie die overblijft als al het andere vergaan is of nog opnieuw moet opkomen.
Atman wordt soms dus voor het universele Zelf of de universele Geest gebruikt, waarvan in Sanskrietgeschriften de naam Brahman (onzijdig) wordt gegeven, en Brahman of de universele Geest wordt ook Paramatman genoemd. Het is de bron of oorzaak van het ik-gevoel.
Het ego en egoïsme is een persoonlijk zelfgevoel dat vals, niet werkelijk, is. In het Sanskriet wordt het ahamkara genoemd en betekent ik-maker en komt al meer dan 3000 jaar geleden in de Vedische filosofie voor. Het atman, het zelf, kan niet manifest zijn zolang ahamkara, het persoonlijk ik-gevoel aanwezig is.

### Guna's
De mens is door drie beginselen in de hem omringende kosmos geworteld, (de guna's), waarvan moeilijk kan worden gezegd dat ze boven het eerste of Atman staan, maar die eigenlijk de hoogste en meest verheven delen van datzelfde Atman zijn.

### Kosha's
Atman wordt volgens de Advaita Vedanta omgeven door de vijf kosha's (omhulsels):
- Anandamaya kosha (zaligheidsomhulsel)
- Vijnanamaya kosha ('intellect'omhulsel)
- Manomaya kosha (denklichaam)
- Pranamaya kosha (vitaliteitslichaam)
- Annamaya kosha (grofstoffelijk fysiek lichaam)